# Глухой (Волгоградская область)
Глухой — хутор в Ленинском районе Волгоградской области, в составе Каршевитского сельского поселения.
Население — 17 (2010)

## География
Хутор расположен в пределах Волго-Ахтубинской поймы, являющейся частью Прикаспийской низменности, на левом берегу Волги (протоки Воложка Каршеватая), на высоте около 10 метров ниже уровня моря. В окрестностях хутора имеются островки пойменного леса. Почвы — лугово-пойменные
По автомобильным дорогам расстояние до областного центра города Волгограда составляет 100 км, до районного центра города Ленинск — 42 км. Ближайшие населённые пункты: село Каршевитое расположен в 5 км к юго-западу-югу (по прямой), в 4,5 км к северо-востоку расположен хутор Лопин Ахтубинского района Астраханской области.
Часовой пояс
Глухой, как и вся Волгоградская область, находится в часовой зоне МСК (московское время). Смещение применяемого времени относительно UTC составляет +3:00.

## Население
Динамика численности населения по годам:
| 1936 | 1987 | 2002 | 2010 |
| ---- | ---- | ---- | ---- |
| 298  | ≈70  | 31   | 17   |